# Sclerisis macquariana
Sclerisis macquariana är en korallart som beskrevs av Bayer och Carlo de Stefani 1987. Sclerisis macquariana ingår i släktet Sclerisis och familjen Isididae.
Artens utbredningsområde är Södra Ishavet. Inga underarter finns listade i Catalogue of Life.